# Indiumfosfid

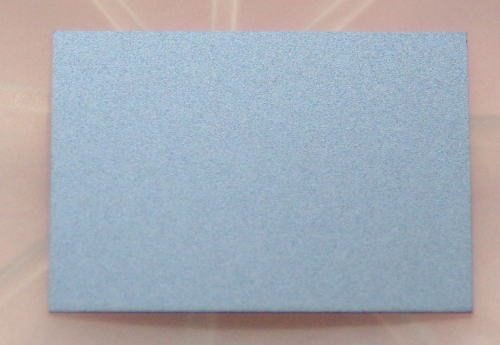
Indiumfosfidkristall med slipade sidan uppåt.

Indiumfosfid, InP, är en halvledare av III-V-typ. Ämnet har samma kristallstruktur som zinkblände. Det används bland annat i HEMT-transistorer och optoelektronik.